# BBP (hudební skupina)
Podzemní orchestr BBP je pražská undergroundová hudební skupina založená roku 1982 (tehdy pod názvem Bobylis punk), veřejně vystupuje cca od roku 1986. V počátcích hrála kapela i punk, později převážila undergroundová tvorba.
Tvorba BBP žánrově čerpá z legendárních The Plastic People of the Universe a dalších českých podzemních skupin. Hlásí se rovněž k odkazu The Residents. Kromě nástrojů běžných v rockové hudbě, jako jsou kytary, bicí nebo dechové nástroje jsou pravidelně využívány i nástroje exotičtější, jako xylofon a rovněž zcela experimentální a příležitostné, např. kravský zvonec, list kaprové pily a různé kovové roury.

## Sestava
Inspirace The Residents se zrcadlí mimo jiné i v tom, že stejně jako v případě The Residents není veřejnosti známa identita vystupujících. V tělese jsou účinkující označeni pouze čísly, tj. např. BBP No. 1, BBP No. 2 atd. Tato čísla jsou přidělována členům doživotně bez ohledu na to, zda v kapele nadále působí. Členové BBP jsou rovněž známi pod přezdívkami, ty však nejsou zcela ustálené.
Členy BBP je 14 hudebníků, kapela však obvykle vystupuje v menším počtu, nezřídka doplněném o další hostující hudebníky.
Plné složení kapely vypadá takto:

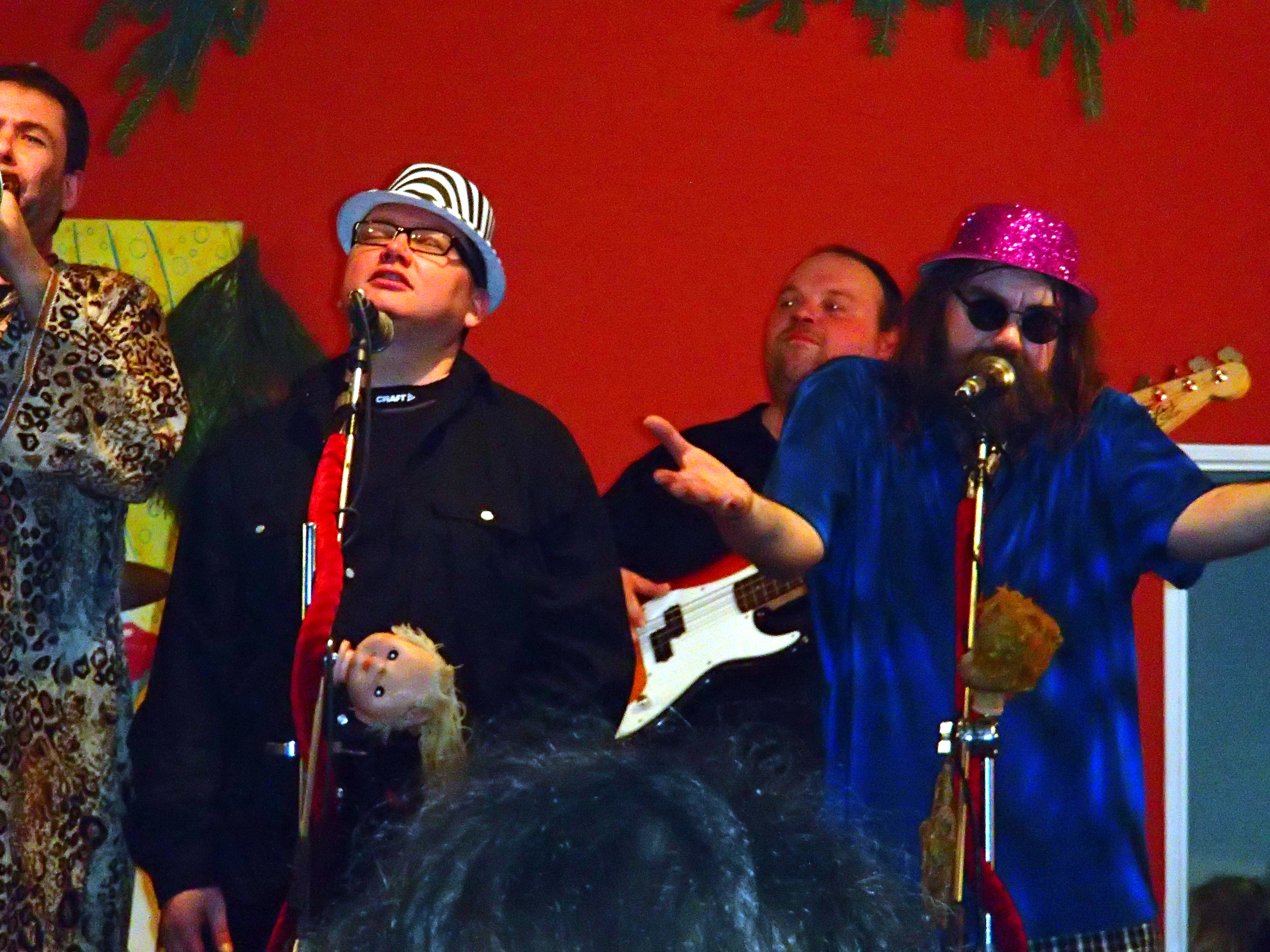
BBP na koncertě v roce 2012

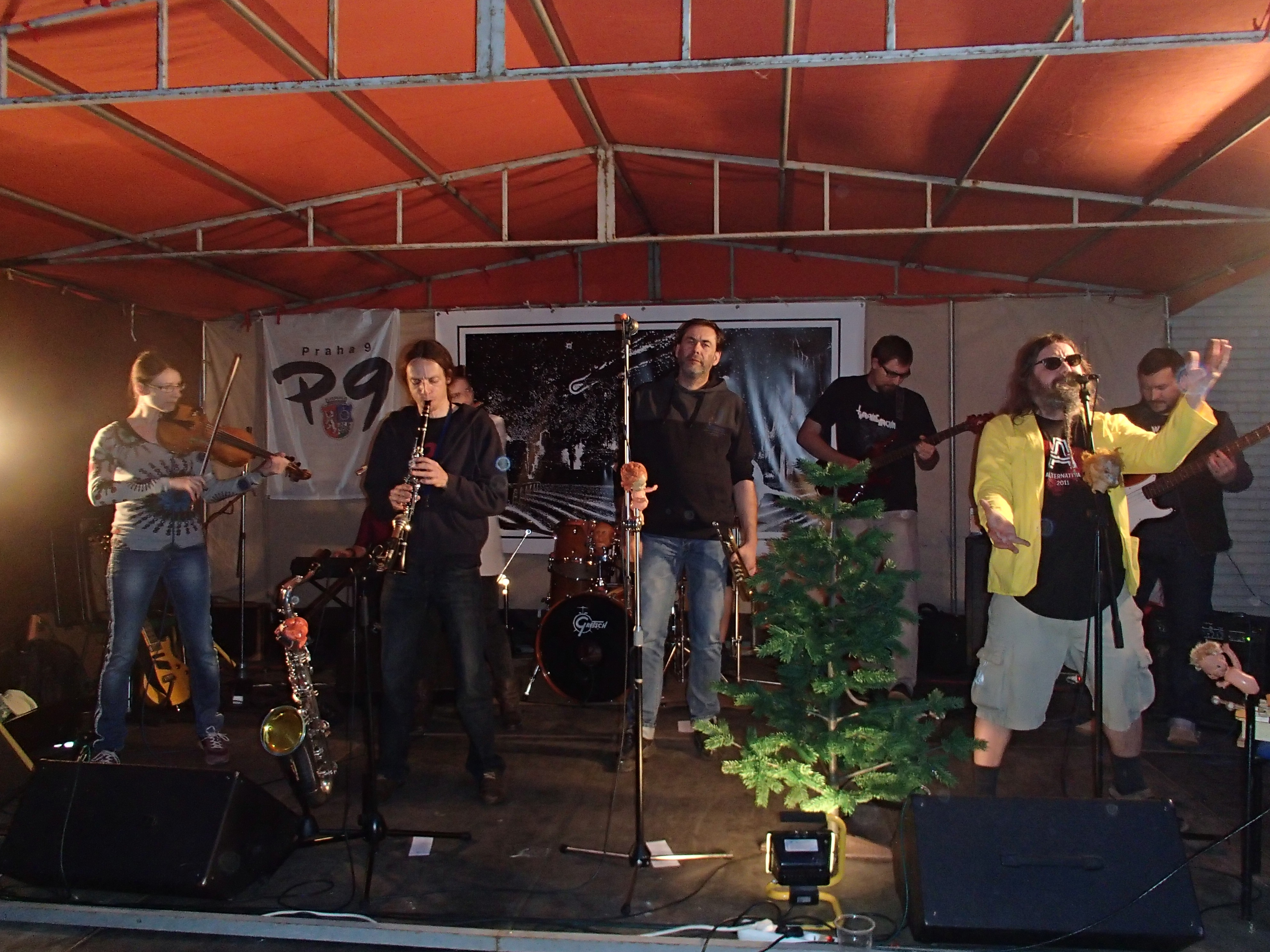
BBP na koncertě v roce 2016

- No:1 Otto Kunert, Black Otto - zpěv, baskytara
- No:2 Hux M. Jiřičný - elektrická kytara
- No:3 Jiří Wimpy - bicí
- No:5 Z. A. Hrtan - baskytara, xylofon, kytara, zpěv
- No:7 Pete Best Vosa - bicí
- No:9 Benny Good Man - klarinet, saxofon
- No:12 Viola Z - viola
- No:13 Kat K - příčná flétna
- No:14 Havran Pájka - baskytara
- Baru Baru – klávesy
- Oli ver Hardyová - hoboj
- Thomas Hrad - tuba
- Egon L. CH. - djembe
- Big John - sólová kytara
- Krásný nový Joe - trubka

Celkem se v kapele vystřídalo přes třicet členů.

## Hudební styl
| „                          | Tiše se hlásíme k hudbě podzemí, což znamená, že nehrajeme úplně veselý fláky. Pro někoho to můžou být depresivní věci. Pro někoho sou to naopak věci, během kterých může řešit svý problémy. | “ |
| — Frontman kapely BBP No:1 | |   |

Kritika hodnotí styl BBP například takto: "Co zde kapele chybí na lehkosti a originalitě, nahrazuje poctivostí a citlivým pohráváním si s charakteristickým hudebním jazykem svých vzorů (či oblíbenců). V případě BBP totiž nejde v žádném případě o čiré epigonství ani o žádný bezduchý a laciný revivalismus; jejich zřejmou snahou je vytvoření si vlastního osobitého stylu, jež si pouze od jiných s gustem půjčuje a zároveň jim tím vlastně skládá poctu."
"Říkají si „podzemní orchestr“, zůstal jim punkový nápřah a předou jako protiboží mlýny."
"BBP se v textech vyžívají v děsivých vizích, které působí lehce parodicky (a snad jsou tak opravdu zamýšleny), jejich slovník je doslova prošpikován různými mrzáky, stvůrami, mrtvolami a pekly, oblíbenými to rekvizitami zejména pokleslých odnoží heavy metalu."'
Výhradním autorem textů je Black Otto, na hudbě se podílí více hudebníků.
Kapela každý rok vystupuje na festivalech Akce Pilot (festival k uctění památky zemřelého hudebníka Milana Hlavsy), Prosecké máje, Otto's Birthday a Podviní.

## Diskografie
- Vinylova smrt (MC, 1994)
- My žijeme v Praze, to je tam, kde bejvávalo blaze ... duch sám (2CD, 1999)
- Koleda, koleda, divná věc (CD, 1999)
- O královně Sněhurce a sedmi malých jidášcích (CD)
- ... A V OČÍCH STÍNY NOCI (CD, 2002)
- ... A V OČÍCH MRTVÝCH (CD, 2002)
- Valetolman (CD, 2004)
- účast na sampleru NEOSRAT (2CD, 2007)
- Tolik štěstí (CD, 2007)
- Je čas (CD, 2018)